# Parcella amarynthina
Parcella amarynthina är en fjärilsart som beskrevs av Felder 1865. Parcella amarynthina ingår i släktet Parcella och familjen Riodinidae. Inga underarter finns listade i Catalogue of Life.

## Bildgalleri

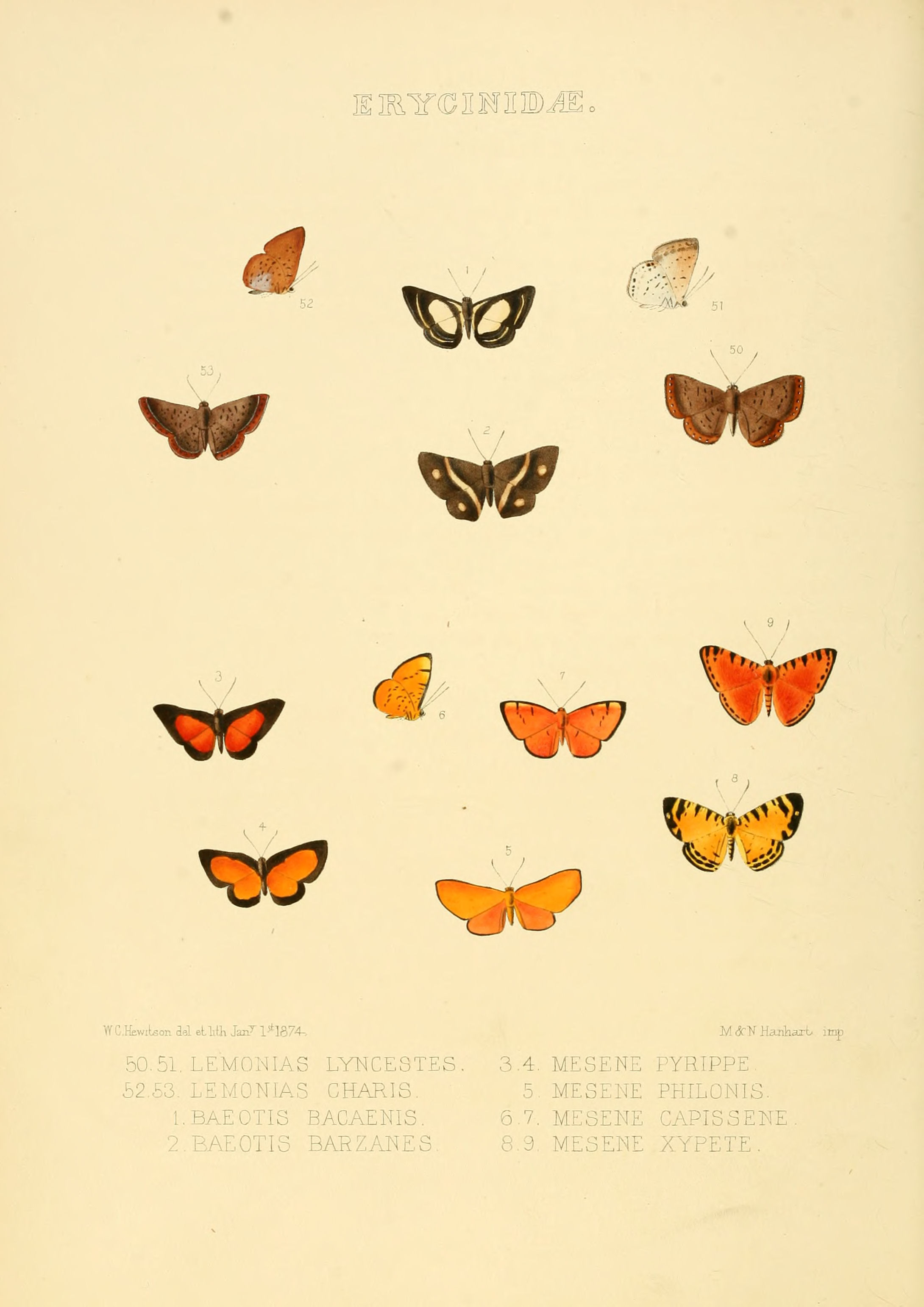